# Johann Erhard Ludwig von Geyso
Johann Erhard Ludwig von Geyso (* März 1624 in Borken; † Dezember 1707 in Bovenden) war kurbrandenburgischer Generalmajor und Kommandeur der Berliner und preußischen Leibgarde.

## Leben
Seine Eltern waren der landgräflich hessische Amtmann Eckhard von Geyso (* 22. Oktober 1597; † 6. Mai 1657) und dessen Ehefrau Dorothea Striebell. Der General Johann von Geyso war sein Onkel.
Er ging zunächst in hessen-kasselsche und wechselte dann in schwedische Dienste. Dabei war er wohl auch in dänischen Diensten. Während des schwedischen Feldzuges lernte ihn der Kurfürst Friedrich Wilhelm kennen und wollte ihn für Brandenburg werben. Am 12. Dezember 1675 schrieb ihm der Kurfürst, er solle seinen Dienst bei den Schweden beenden. Am 1. Februar 1676 kam er in brandenburgische Dienste. Er wurde Generalmajor und Kommandeur der Berliner und preußischen Leibgarde. Dafür erhielt er 130 Taler monatlich, eine freie Tafel mit zwölf Rationen und Kopfgeld für sechs Diener. Auf Anweisung des Kurfürsten erhielt er den Rang hinter Marcus von der Lütcke und bei Hof nach dem Herrn von Knesebeck. Im Nordischen Krieg 1676 bis 1679 gegen Schweden nahm er an der Belagerung von Stettin teil. Im Oktober 1677 landete er mit 2100 Reitern auf Rügen, zog sich aber wieder zurück, nur um 1678 wiederzukommen. Im Jahr 1679 nahm er seinen Abschied aus Brandenburg und erhielt 1680 das Dorf Grebenau südlich von Kassel zum Lehen.
Er starb im Dezember 1707 in Bovenden.